# Sebastian Junger
Pour les articles homonymes, voir Junger (homonymie).
Sebastian Junger, né le 17 janvier 1962 à Belmont dans le Massachusetts, est un journaliste et écrivain américain, notamment auteur du best-seller En pleine tempête (The Perfect Storm: A True Story of Men Against the Sea), inspiré d'une violente tempête qui frappa la Nouvelle-Angleterre en 1991 et de Guerre : être soldat en Afghanistan.

## Biographie
En 1984, il obtint son diplôme d'anthropologie culturelle à l'Université Wesleyan.
Journaliste indépendant, ses articles sont parus dans les revues Outside, Men's Journal, American Heritage, et The New York Times Magazine. Junger a également couvert la guerre en Bosnie pour la radio et suivi les smokejumpers (pompiers parachutistes) durant des incendies en Idaho.
Sebastian Junger a également travaillé en tant que bûcheron, et a été blessé durant cette activité. En octobre 1991, il fut témoin de la « Tempête de l'Halloween 1991 » à Gloucester, ce qui l'amena à rencontrer les membres des familles des disparus du bateau de pêche Andrea Gail et à rédiger son premier livre, En pleine tempête. Celui-ci fut par la suite adapté au cinéma par Wolfgang Petersen en 2000.
Son ouvrage Guerre : être soldat en Afghanistan est salué à sa sortie par la presse outre-Atlantique. Publié en France en février 2011, il est le fruit des séjours effectués par Sebastian Junger entre juin 2007 et juin 2008 au sein d'une unité de combat de l'US Army. Pour Le Monde, le récit est « sans aucun doute la meilleure chronique du genre à ce jour. »
En 2010, Sebastian Junger a également coréalisé le film documentaire Restrepo avec le photographe Tim Hetherington basé sur ce séjour en Afghanistan. Il est suivi par Korengal, sorti en 2014.